# Hyaenictis
Lo ienitto (gen. Hyaenictis) è un mammifero carnivoro estinto appartenente agli ienidi. Visse tra il Miocene superiore e il Pliocene inferiore (circa 10 – 5 milioni di anni fa) e i suoi resti fossili sono stati ritrovati in Europa e in Africa. 

## Descrizione
Questo animale doveva assomigliare abbastanza a un'odierna iena striata (Hyaena hyaena), ma era dotato di zampe decisamente più lunghe e di un corpo dall'aspetto meno “pendente”. Il cranio era strutturato in modo tale che questo animale fosse in grado di cacciare attivamente e di nutrirsi, oltre che di carne, anche del midollo osseo. Tuttavia, i denti che negli ienidi attuali sono preposti allo spezzare le ossa per estrarne il midollo, in Hyaenictis erano piuttosto ridotti, in particolare i molari posteriori, che in alcuni casi erano praticamente scomparsi. 

## Classificazione
Hyaenictis è stato descritto per la prima volta da Gaudry nel 1861, sulla base di resti fossili ritrovati in Grecia in terreni del Miocene superiore. Il nome, che significa più o meno “iena – piccolo carnivoro”, denota le caratteristiche intermedie tra gli ienidi primitivi simili a genette e le iene evolute dalle proporzioni simili a quelle delle specie attuali. Hyaenictis è considerato uno dei primi rappresentanti del gruppo delle iene attuali (Hyaeninae), costituito essenzialmente da iene dai denti atti a spezzare le ossa. Forme più o meno contemporanee (Adcrocuta) svilupparono ulteriormente questa caratteristica “spezza ossa” e diedero origine alle forme attuali. 
Hyaenictis diede probabilmente origine alle cosiddette "iene - ghepardo" (gen. Chasmaporthetes) tipiche del Pliocene: entrambi questi animali condividevano caratteristiche simili nella dentatura, soprattutto per quanto riguarda i premolari anteriori stretti. Tra le varie specie di Hyaenictis, sono da ricordare H. graeca, la spagnola H. almerai e le africane H. wehaietu e H. hendeyi.

## Paleobiologia
Hyaenictis era un carnivoro corridore che praticava una caccia attiva, sviluppando ulteriormente le caratteristiche morfologiche e comportamentali iniziate con lo ienide del Miocene medio Thalassictis. Hyaenictis poteva, all'occasione, spezzare le ossa per estrarne il nutriente midollo come le iene attuali, anche se questa abilità doveva essere molto ridotta rispetto a quella delle specie odierne. 